# Festa dels Enfarinats
La Festa dels Enfarinats o de la Justícia Nova és una festa popular que se celebra en el municipi alacantí d'Ibi (l'Alcoià) el 28 de desembre, dia dels Sants Innocents. Està declarada com a Festa d'Interés Turístic Autonòmic.
Es tracta d'una celebració emmarcada dins les Festes d'Hivern de la vila que es caracteritza per una batalla campal humorística entre dos bàndols que pretenen assaltar simbòlicament el domini polític del municipi llançant-se sobretot farina, però també diverses hortalisses i fent rebombori amb l'ajuda i encesa de focs de pirotècnia.

## Personatges

### Amantats
Són els encarregats de cantar els bans la nit del 27 de desembre. Van vestits simplement amb una manta al coll. Al sendemà canvien el paper pel d'Enfarinats.

### Enfarinats
Són els protagonistes de la festa, que la nit anterior han fet el paper d'Amantats. El grup dels Enfarinats-Amantats és un grup d'hòmens casats, condició indispensable; quant al nombre de components, és invariable, ja que la pertinença al grup està basada en l'amistat de molts anys. Durant els últims anys han sigut uns catorze.
Tots ells van vestits d'una manera estrafolària i cridanera, amb roba militar vella i espentolada, plena de pedaços, i de colors forts. Duen barret i la cara carregada de pintura en patrons que poden recordar a banderes de diversos estats, però a pesar de tot encara se'ls pot reconéixer.
Càrrecs
- Alcalde. És la màxima autoritat festera i, per tal de diferenciar-se, portar barret de copa alta, una levita llarga, medalles, bandes... i una també extravagant vara d'alcalde de la qual pengen cebes, alls, pebreres, alfals, safanòries, etc.
- Jutge i secretari. Solen portar elements identificatius com una gran maça per als juís i un gran llibre on s'ajusten els comptes de les multes segons el Codi i on també es fan les rebaixes corresponents.
- Agutzils. N'hi ha uns quants i cada u s'encarrega d'una faena: portar les claus de la presó; fer sonar la corneta i el tabal per anunciar els bans; portar coets, pols, farina i confeti per als multats; i un dels més representatius, el que porta l'Aixavegó, una xàrcia per traslladar la palla amb què es perseguix a tot aquell que no vullga pagar les multes.

S'han afegit nous càrrecs diferents dels tradicionals com el fiscal amb la seua "Llei de l'Embut", els sanitaris, etc.

### Oposició
Grup opositor als Enfarinats que pretenen arrabassar-los el poder, cosa que no aconseguixen després d'una cruenta batalla de farina i altres elements.

### Rei i virrei de la dansa
Es tracta dels representants dels dansadors que tancaran els actes de la festa.

## Actes

### Nit dels Amantats
La nit anterior al dia dels Innocents, les parets del nucli antic d'Ibi s'omplen de bans (bandos), cartells signats pels "Amantats", que acompanyen amb parlaments plens d'ironia i crítica cap a esdeveniments que han ocorregut a la vida local o als polítics que governen el municipi. Es tracta de textos elaborats i ben estudiats prèviament, farcits d'expressions col·loquials i populars com "Es fa saber..., que per allí..., o per allà..., o per més enllà..., Es fa saber..., que per ací prop..., però no diré on..., n'hi ha...".

### La Remuda
El dia 28 de bon matí, els "Amantats" canvien de nom, de roba i de paper, i de bon matí, ja com a Enfarinats, es disposen a anar a l'Ajuntament a prendre el poder.
A les 9 del matí els Enfarinats es reunixen a la plaça de l'església. Ací inicien una carrera fins a l'Ajuntament on el guanyador serà proclamat alcalde. Arribats ací, l'alcalde (l'oficial), acompanyat d'alguns dels components del grup de govern, baixa a la porta de l'Ajuntament a rebre els Enfarinats. Una volta fetes les presentacions que marca el protocol, el mateix alcalde procedix a fer "la Remuda" o relleu de les autoritats. Este acte consistix en el lliurament públic i solemne de la xicoteta i simbòlica vara de comandament que representa el poder municipal a l'alcalde dels Enfarinats.

### El quarter general
Una vegada acabada la Remunta, els Enfarinats fan cap a la Plaça de l'Església, on es troba el quarter general. Des d'ací i des d'altres punts del nucli antic de la localitat, els Enfarinats, carregats amb una autoritat absoluta, imposen durant tot el matí la Justícia Nova. El seu Codi de Justícia és tan estricte que no entén de classes ni de condicions, per això tot el món el transgredix, es faça el que es faça.
Així s'inicia una persecució contra tot aquell que s'endinsa en el territori dels Enfarinats. Aleshores és atrapat (o es deixa atrapar, per ser més exacte) amb l'Aixavegó i és acusat d'algun delicte fictici. Al mateix carrer se celebra un juí ràpid en què se li imposa una multa. Tot seguit és traslladat a la presó, on s'entaula la negociació pel pagament de la multa, que en principi sol ser elevadíssima, però que al final esdevé una aportació simbòlica, que va destinada íntegrament a actes benèfics.

### Guerra de farina
Al voltant de les onze del matí entra en escena el grup de l'oposició que pretenen arrabassar el poder dels Enfarinats. Així s'inicia una batalla sense treva, en què els uns i els altres llancen verdures, pols de colors, coets borratxos i farina.
Malgrat tots els esforços, l'oposició no aconseguix llevar-los el poder, i així, amb la seua autoritat refermada (i plens de brutesa), els Enfarinats es dirigixen a fer una inspecció per la vila per a comprovar si es complixen totes les noves lleis. Porten les eines necessàries: un metre descomunal, un litre que val per 10, un quilo que en pesa tres, un gruixut llibre de tasses, una gran lletra de canvi ...; amb tot això passen per botigues i comerços de tota classe revisant mesures i pesos... i, com és de suposar, tots incomplixen les noves ordenances i són jutjats per la "Llei de l'Embut". Com a conseqüència, reben una multa astronòmica, que de nou amb l'estira-i-amolla, acaba convertint-se en un donatiu benèfic.

### La pau
Al voltant de les dues del migdia, els Enfarinats i l'Oposició signen l'armistici plens de farina i brutícia. Per a celebrar-ho organitzen un dinar popular multitudinari als carrers de la vila, on es cuina un gran Perol de llegums (plat típic de la comarca). Després del dinar, tots plegats es dirigixen a l'Asil de Sant Joaquim d'Ibi per tal d'oferir els diners replegats de les multes i sancions durant tot el dia i explicar als majors el que ha ocorregut.

### La Dansà
Es tracta del darrer acte de la Festa dels enfarinats. A les 5 de la vesprada el Rei i el Virrei de la Dansa li demanen permís a l'alcalde dels Enfarinats per a ballar al carrer. Després d'un breu parlament, l'alcalde els el concedix assumint així que el seu paper a la festa ha arribat a la fi i que des d'eixe moment el Rei de la dansa serà qui la dirigirà. Així s'inicia la Dansà, on els dansadors i dansadores ballen les Danses típiques valencianes. També són protagonistes de l'acte els Tapats, que van disfressats amb robes i carassetes colorides.

## Curiositats
La festa és d'origen incert, i es recuperà el 1981 després d'uns anys sense celebrar-se. Des de la recuperació de la festa s'han adoptat diverses innovacions, com ara la substitució del carro que s'utilitzava com a transport dels Amantats per una furgoneta o el costum de rebatejar alguns carrers i places del poble, donant-los noms més divertits com ara el Pont de Terol, la Plaça de la Rata, el Pàrquing del Rebolcó (vigilat), el Pas del Bufat, el Racó del Poc-Trellat, etc.